# Pallenis maritima
Gravit marí (Pallenis maritima) és una planta herbàcia perenne, adaptada a les zones semiàrides de l'estatge termomediterrani, de la família de les Asteràcies.

## Descripció

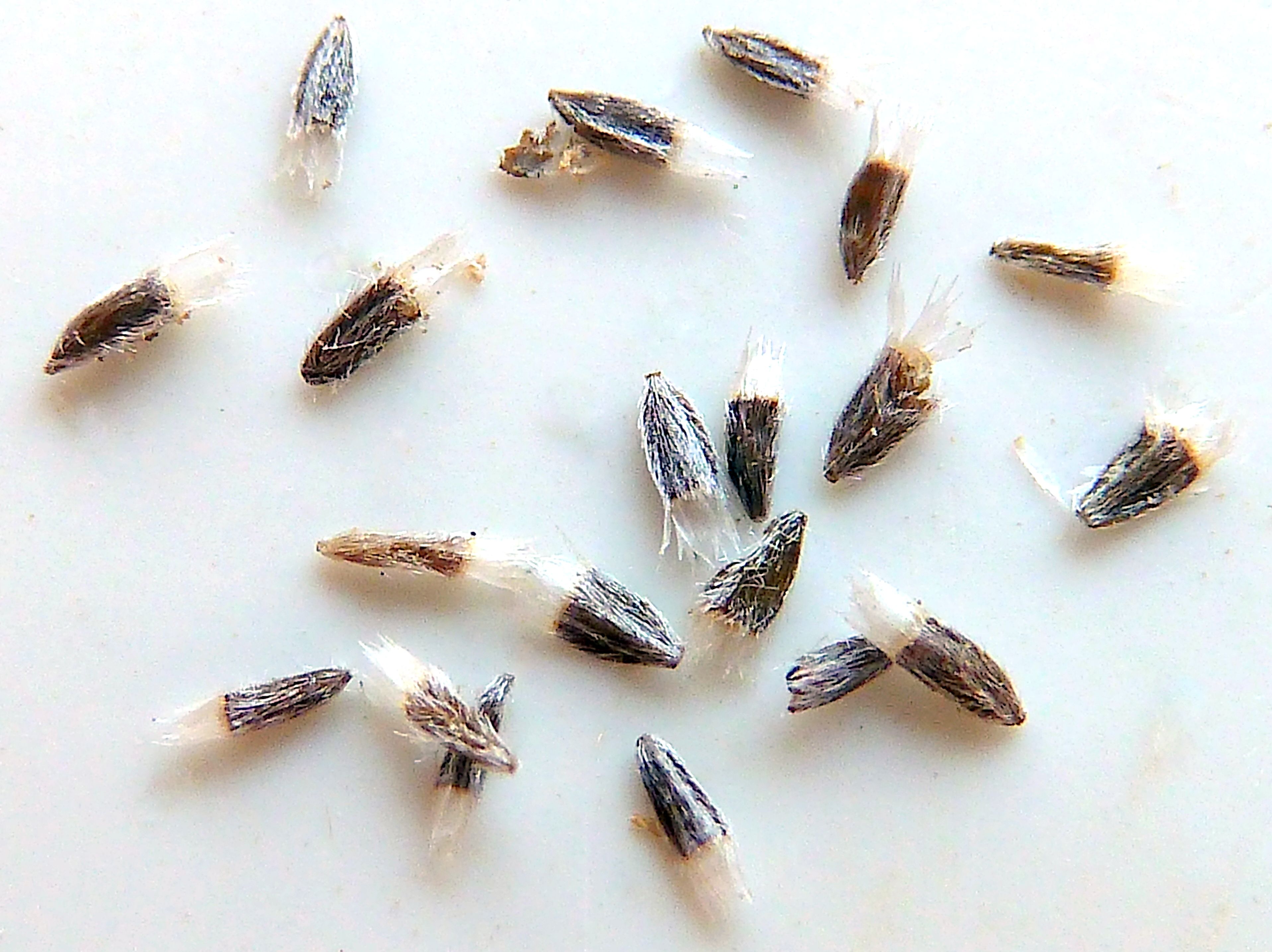
Cípseles

De 2 a 20 cm d'alçada, aspre, vellosa, més o menys erecta, de base llenyosa, freqüentment amb moltes branques, arbustiva, amb branques esteses ascendents i cobrint grans superfícies. Fulles alternes, peciolades, lanceolades-espatulades, de fins a 3 cm de longitud i un centímetre d'ample, uninervades, d'indument hirsut. Involucre amb 3-4 capes. Bràctees involucrals externes com les fulles caulinars superiors d'un centímetre de longitud aproximadament, les interiors lanceolades-linears, punxegudes. Lígules grogues, profundament tridentades, de 9 mm de longitud, tan llargues amb l'involucre o una mica més curtes. Flòsculs grocs, de 5 lòbuls, hermafrodites. Fruits de fins a 1,5 mm de longitud, els perifèrics amb més o menys 3 cantonades, aplanats i un floc d'escames; els interiors rodons, molt vellosos, amb una corona d'escames lanceolades.

## Vida i reproducció
Floreix gairebé tot l'any, especialment des de la primavera fins ben entrat l'estiu. Es reprodueix mitjançant llavors o per esqueixos a l'estiu.

## Hàbitat
Viu a roquissars pròxims a la costa. Viu en zones de matollar, sobre sòls pedregosos o arenosos, ben drenats, esquerdes, velles construccions (rupícola o subrupícola), a climes temperats o semiàrids. Suporta alts nivells d'insolació, les sequeres estivals i els sòls salins (halòfita). Presenta una moderada resistència a les gelades.

## Distribució
Se la troba al mediterrani occidental i central fins a Grècia. També al nord d'Àfrica i a les Illes Canàries.